# NGC 173
NGC 173 је спирална галаксија у сазвежђу Кит која се налази на NGC листи објеката дубоког неба.
Деклинација објекта је + 1° 56' 32" а ректасцензија 0h 37m 12,4s. Привидна величина (магнитуда) објекта NGC 173 износи 12,3 а фотографска магнитуда 13,0. NGC 173 је још познат и под ознакама UGC 369, MCG 0-2-92, CGCG 383-43, IRAS 00346+0140, PGC 2223.